# Абадіанія
Абадіанія (порт. Abadiânia) — муніципалітет в Бразилії, входить до штату Гояс. Складова частина мезорегіони Схід штату Гойяс. Входить в економіко-статистичний мікрорегіон Енторну-ду-Дістріто-Федерал. Населення становить 12 640 осіб на 2007 рік. Займає площу 1 044,159 км². Щільність населення — 12,1 чол./км². Місто засноване в 1953 році.
Свято міста — 20 жовтня. Головні туристичні визначні пам'ятки — два водоспади на річці Корумба. У місті проживає відомий бразильський медіум і цілитель Жоао де Деус, у зв'язку з чим Абадіанія стала місцем відвідин численних туристів, які їдуть до нього за допомогою.

## Економіка
Сільськогосподарське виробництво (кукурудза, рис, соєві боби, тваринництво). Два молочних заводи. Підприємство з упаковки м'яса.

## Статистика
- Валовий внутрішній продукт на 2003 становить 44.574.814,00 реалів (дані: Бразильський інститут географії і статистики).
- Валовий внутрішній продукт на душу населення на 2003 становить 3.632,24 реалів (дані: Бразильський інститут географії і статистики).
- Індекс розвитку людського потенціалу на 2000 становить 0,723 (дані: Програма розвитку ООН).